# Bosje van Heist
Het Bosje van Heist was een duinengebied tussen Heist en Duinbergen, in de gemeente Knokke-Heist, aan de Belgische oostkust.
De locatie was ontstaan naast de langgerekte duinpan waar in 1909 door de S.A. Tennis de Heyst-Duinbergen de Chalet Suisse met een club en tennisvelden was aangelegd. De aanplantingen die toen gebeurden om de duinen te versterken deden later het 't bustje ontstaan zoals de Heistenaars het noemden.
Een van de oudste duinpannen in het 't bustje van Heist is de Keunepit.
Tijdens de Eerste Wereldoorlog werden er twee geschutbatterijen Freya en Augusta geïnstalleerd. Dat waren ondersteunende onderdelen voor de veel zwaardere Batterie Keizer Wilhelm II in de bosjes bij de Lispanne in Knokke waar in 1924 het Zegemeer werd uitgegraven en waar zich nu het cultureel centrum Scharpoord bevindt. Er kwamen loopgraven en uitkijktorens. Vanaf 1915 werd een drievoudige draadversperring aangebracht die onder dodelijke hoogspanning stond. De versperring werd door de lokale bevolking de doodendraad genoemd. Na de oorlog konden de kanonnen voor een halve Belgische frank (1 eurocent) bezocht worden. De opbrengst ging voor het grootste deel naar Nationale Werken voor Oorlogsinvaliden en Weezen. De laatste restanten werden in de Tweede Wereldoorlog door de Duitsers zelf afgebroken en het staal werd gerecycleerd in hun oorlogsindustrie.
In het bosje en de duinen werden tijdens de Tweede Wereldoorlog opnieuw verschillende bunkers en geschutskoepels gebouwd en na de oorlog was het bosje volledig vernield.
In 1949 werden de bunkers en het afweergeschut afgebroken. De duinenrestanten tussen Heist en Duinbergen werden heraangelegd onder de naam Directeur-Generaal Willemspark.